# Punto de separación de la secuencia principal

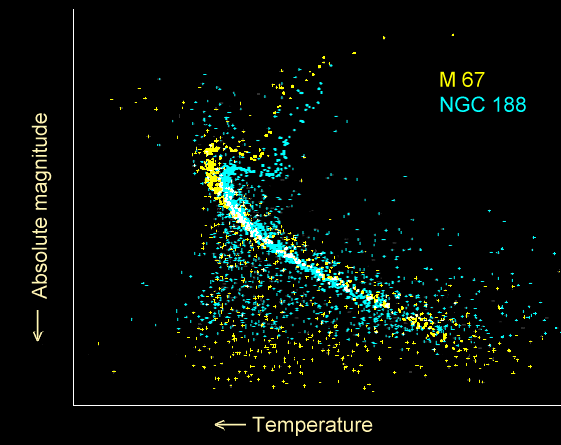
Diagramas H-R para dos cúmulos abiertos, M67 y NGC 188, en los que se puede apreciar su correspondiente punto de separación de la secuencia principal a edades diferentes.

El punto de separación de una estrella hace referencia al punto en el que dicha estrella, tras haber agotado su principal combustible, se separa de la secuencia principal del diagrama de Hertzsprung-Russell. Se suele denominar punto de separación de la secuencia principal.
Se puede estimar la edad de un cúmulo estelar si se grafica el punto de separación de las estrellas que lo componen.

## Estrellas sin punto de separación
Las enanas rojas son estrellas de entre 0,08 y 0,4 masas solares o M☉, también denominadas estrellas de tipo espectral M. Las enanas rojas tienen suficiente cantidad de hidrógeno en su núcleo para fusionar hidrógeno en helio mediante la reacción en cadena protón-protón, pero carecen de la masa suficiente para alcanzar la temperatura y presión necesaria durante la fusión de helio en carbono, nitrógeno u oxígeno (véase ciclo CNO). No obstante, debido a que disponen de todo su hidrógeno durante la fusión nuclear y a que cuentan con temperaturas y presiones bajas, se estima que las enanas rojas pueden permanecer durante billones de años en la secuencia principal (desde que se sitúan en la secuencia principal de edad cero hasta que alcanzan el punto de separación). Por ejemplo, el promedio de vida de una estrella de 0,1 M☉ es de 6 billones de años. Dicha estimación supera la edad actual del Universo, por lo que todas las enanas rojas se encuentran en la secuencia principal. A pesar de ser extremadamente longevas, también agotarán su combustible algún día: una vez que todo el hidrógeno disponible se haya fusionado, la nucleosíntesis estelar cesará y el helio restante se irá enfriando por radiación. La gravedad contraerá la estrella debido a la falta de presión ejercida por la fusión hasta que dicha fuerza sea compensada por la presión de degeneración de electrones. La estrella, entonces enfriada, se encontrará fuera de la secuencia principal y pasará a denominarse enana blanca de helio.